# شرلی فریمپونگ مانسو
شرلی فریمپونگ مانسو (زاده ۱۶ مارس ۱۹۷۷) کارگردان، نویسنده و تهیه‌کننده فیلم غنائی است. او بنیانگذار و مدیرعامل یک شرکت تولید فیلم، تلویزیون و تبلیغات است. شرلی برنده بهترین کارگردان در ششمین جوایز آکادمی فیلم آفریقا شد. در سال ۲۰۱۳ بر اساس لیست E.tv Ghana او در رتبه چهل و هشتمین فرد تأثیرگذار غنا قرار گرفت.